# Associação Internacional das Comunidades de Língua Portuguesa
A Associação Internacional das Comunidades de Língua Portuguesa (CLPI) é uma associação de natureza internacional, sem fins lucrativos, que tem como principal finalidade desenvolver e promover iniciativas culturais, empresariais, atividades recreativas, desportivas, gastronómicas, científicas, educacionais e empreendedoras, para as comunidades de língua portuguesa espalhadas pelos cinco continentes, integrando os países Observadores da CPLP.  
De acordo com os estatutos da associação, a CLPI tem como missão a difusão da língua portuguesa e o reforço e a dinamização entre as comunidades dos países da CPLP e os seus Observadores. Objetiva divulgar o trabalho de artistas das mais diversas áreas, desde a música, a dança, a moda, o teatro, a literatura e a comunicação. Assim como, acompanhar e desenvolver ações que promovam a solidariedade e paz, e que apoiem novas ideias empreendedoras que visem a criação de emprego.